# In the Long Run (film 1912)
In the Long Run è un cortometraggio muto del 1912 diretto da Jack Conway.

## Produzione
Il film fu prodotto dalla Nestor Film Company.

## Distribuzione
Distribuito dall'Universal Film Manufacturing Company, il film - un cortometraggio di una bobina - uscì nelle sale cinematografiche USA il 20 novembre 1912.